# Anthonis Mor

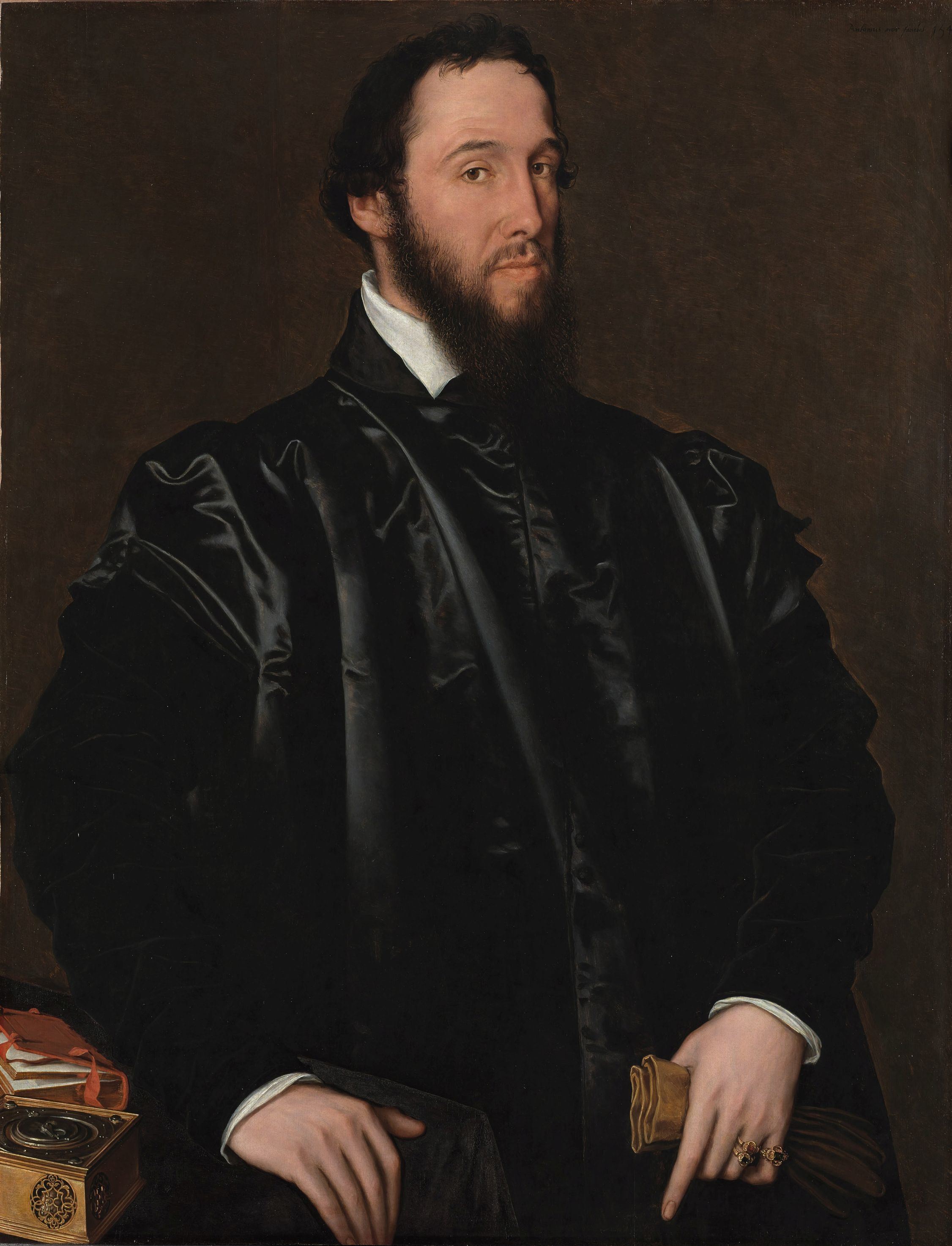
Portret de Granvelle’a (1549)

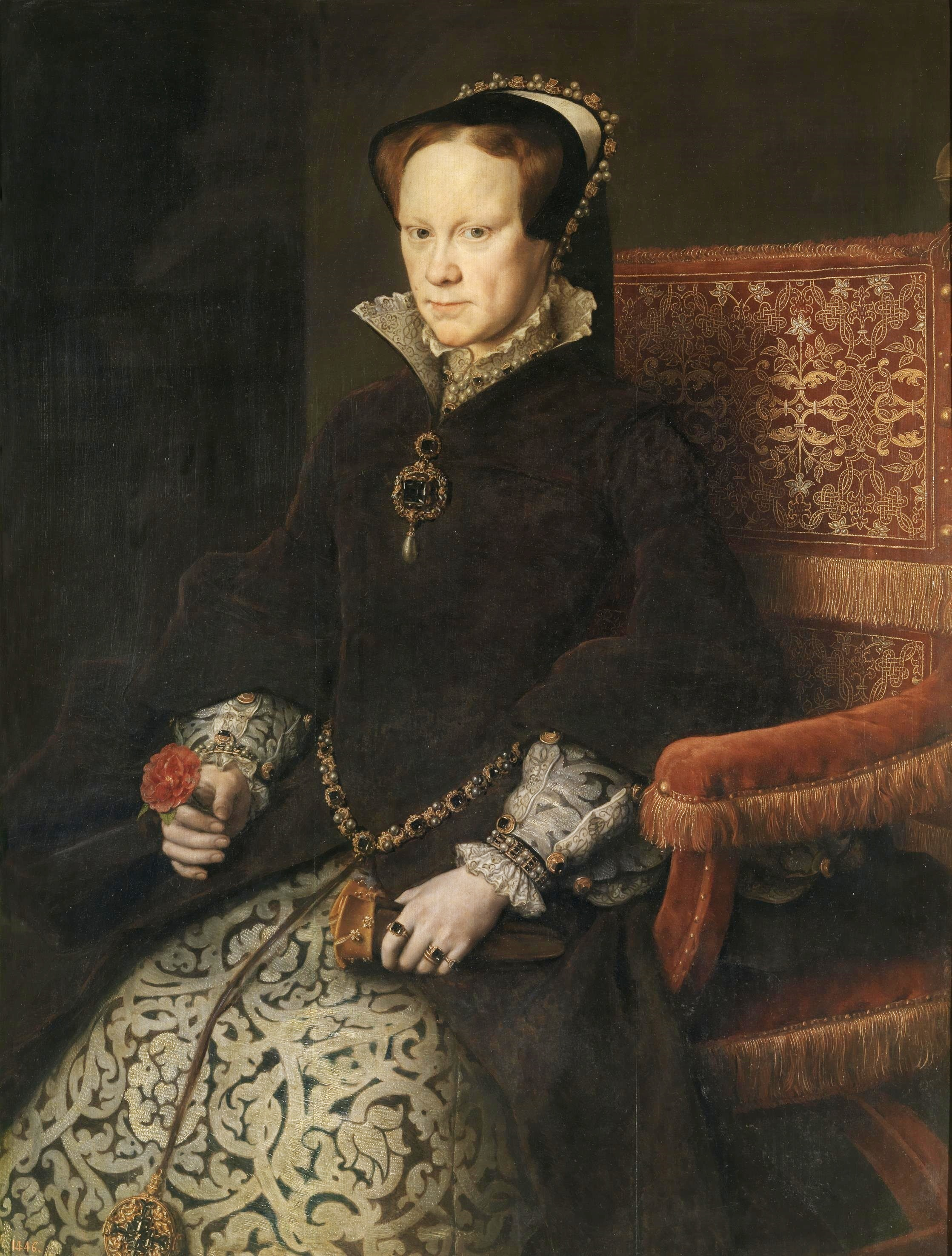
Maria I Tudor (1554)

Anthonis Mor, także Antonis Mor van Dashorst, Antonio Moro, Anthony More (ur. ok. 1516–1519 w Utrechcie, zm. 1576 w Antwerpii) – niderlandzki artysta okresu późnego renesansu, portrecista.
Był uczniem Jana van Scorela. W 1547 został przyjęty do gildii św. Łukasza w Antwerpii. Ok. 1548 jego protektorem został biskup Arras kardynał Granvelle. Pracował na dworach Anglii, Niemiec, Włoch, Hiszpanii i Portugalii.
Malował portrety członków hiszpańskiej i portugalskiej rodziny królewskiej, wizerunki królowej Anglii Marii Tudor i osób z jej otoczenia, przedstawicieli mieszczaństwa flamandzkiego i holenderskiego, portrety błaznów i karłów. Pozostawał pod silnym wpływem Tycjana. Jego portrety cechuje wyrafinowana kolorystyka, drobiazgowa technika oraz pogłębiona charakterystyka psychologiczna postaci.
Jego uczniem był Alonso Sánchez Coello.

## Wybrane dzieła
- Anna Austriaczka, królowa Hiszpanii (1570), 161 × 110 cm, Muzeum Historii Sztuki w Wiedniu
- Antoine Perrenot de Granville (1549), 107 x 82 cm, Kunsthistorisches Museum, Wiedeń
- Autoportret (1558), 113 x 84 cm, Uffizi, Florencja
- Błazen Pejeron (ok. 1560), 184,5 x 93,5 cm, Prado, Madryt
- Catalina Austriaczka, żona Jana III Portugalskiego (1552), 107 x 84 cm Prado, Madryt
- Cesarz Maksymilian II (1550), 148 x 100 cm, Prado, Madryt
- Karzeł de Granvelle (1549), 107 x 82, Kunsthistorisches Museum, Wiedeń
- Karzeł kardynała de Granvelle z psem (ok. 1560), 126 x 90 cm, Luwr, Paryż
- Małgorzata, księżna Parmy (1562), 106 x 72 cm, Gemäldegalerie, Berlin
- Małgorzata, księżna Parmy (ok. 1562), 53 x 41,5 cm, Kunsthistorisches Museum, Wiedeń
- Maria Tudor (1554), 109 x 84 cm, Prado, Madryt
- Portret Alfonsa d'Avalos (ok. 1530),105×82 cm, Muzeum Czartoryskich, Kraków
- Portret brodatego mężczyzny, 105 x 77 cm, Kunsthistorisches Museum, Wiedeń
- Portret Stevena van Herwijcka (1564), 118 x 89 cm, Mauritshuis, Haga
- Portret Anny Fernely (1564), 88 x 75,5 cm, Rijksmuseum, Amsterdam
- Portret Filipa II w zbroi (1557), 186 x 82 cm, Escorial, Madryt
- Portret Filipa II, króla Hiszpanii (ok. 1554), 41,5 x 33 cm, Muzeum Sztuk Pięknych w Budapeszcie
- Portret Wilhelma Orańskiego (1555), 107 x 62 cm, Gemäldegalerie, Kassel
- Portret Giovanniego Battisty di Castaldo (ok. 1550), 108 x 83 cm, Muzeum Thyssen-Bornemisza, Madryt
- Portret Huberta Goltziusa (1574), 66 x 50 cm, Musées Royaux des Beaux-Arts, Bruksela
- Portret Marii, królowej Anglii (ok. 1554), 36 x 25,2 cm, Muzeum Sztuk Pięknych w Budapeszcie
- Portret Marii, żony Maksymiliana II (1551), 181 × 90 cm, Prado, Madryt
- Portret mężatki (1560–65), 100 x 80 cm, Prado, Madryt
- Portret mężczyzny (1557), 110 x 78 cm, Galeria Obrazów Starych Mistrzów w Dreźnie
- Portret mężczyzny wskazującego zegar stołowy (1565), 100 x 80 cm, Luwr, Paryż
- Portret szlachcica (1569), 120 x 88 cm, National Gallery of Art, Waszyngton
- Sir Thomas Gresham (1560–65), 90 x 76 cm, Rijksmuseum, Amsterdam
- Utrechccy kanonicy katedralni (1544), 74 x 96 cm, Gemäldegalerie, Berlin